# Stalingrad (film 1989)
Stalingrad (ros. Сталинград) – radziecki, dwuczęściowy film wojenny z 1989 roku poświęcony walkom o to miasto w trakcie II wojny światowej, w reżyserii Jurija Ozierowa. Film powstał przy współpracy ze studiami filmowymi z USA, Czechosłowacji i NRD.

## O filmie
Podobnie jak i poprzednie filmy Ozierowa Stalingrad utrzymany jest w konwencji tworzonego z rozmachem dzieła epickiego. Obraz nasycony jest scenami batalistycznymi z użyciem tysięcy statystów i dużej ilości ciężkiego sprzętu, pojawia się w nim wiele autentycznych postaci historycznych, eksponuje heroizm i poświęcenie obywateli sowieckich w walce z III Rzeszą. W odróżnieniu jednak od poprzednich swoich obrazów tym razem reżyser podejmuje próbę odkłamania historii, pokazując np. oddziały zaporowe NKWD i słynny rozkaz nr 227 lub Stalina jako zawistnego satrapę. Mimo to, nadal widoczna jest pomnikowość typowa dla filmów Ozierowa, gloryfikacja marszałka Żukowa, czy przypisanie synowi Chruszczowa incydentu z zastrzeleniem kolegi w czasie alkoholowej zabawy, co w rzeczywistości uczynił syn Stalina.
Największy wkład finansowy w powstanie filmu wniosła strona amerykańska.

## Opis fabuły
Wiosna 1942. Niemcy planują nową, wielką ofensywę na froncie wschodnim. Ich uderzenie ma być skierowane na południe i dalej na Kaukaz. O ich planach, dzięki działalności swoich agentów z Czerwonej Orkiestry, dowiaduje się jednak strona radziecka. Hitlerowcy wpadają na trop siatki i dokonują aresztowań, przesuwają również na rozkaz Hitlera termin ataku. Pomimo znajomości planów przeciwnika i rozkazu Stalina zabraniającego się cofać Armia Czerwona w bohaterskich bojach, z licznymi stratami spychana jest w stronę Wołgi i kluczowego miasta Stalingradu. Tu od sierpnia, resztki 62 Armii pod dowództwem generała Czujkowa stawiają bohaterski opór najeźdźcom wykrwawiając się w ruinach miasta. Walcząc o każdy dom i ponosząc olbrzymie straty Czujkow zatrzymuje Niemców, a po trzech miesiącach radziecki kontratak zamyka ich oddziały w wielkim kotle. Pomimo prób przerwania okrążenia, uwięziona w kotle niemiecka 6 Armia zmuszona jest skapitulować.

## Obsada aktorska
- Michaił Uljanow – Gieorgij Żukow
- Arcził Gomiaszwili – Józef Stalin
- Władimir Troszyn – Klimient Woroszyłow
- Nikołaj Zasuchin – Wiaczesław Mołotow
- Wiktor Uralski – Michaił Kalinin
- Powers Boothe – Wasilij Czujkow
- Siergiej Nikonienko – Aleksandr Rodimcew
- Bruno Freindlich – Borys Szaposznikow
- Walerij Cwietkow – Andriej Jeriomienko
- Witalij Rasstalnoj – Siemion Timoszenko
- Jewgienij Burienkow – Aleksandr Wasilewski
- Aleksander Gołoborodko – Konstanty Rokossowski
- Wadim Łobanow – Nikita Chruszczow
- Günter Junghans – Harro Schulze-Boysen
- Fernando Allende – Rubén Ruiz Ibárruri
- Achim Petri – Adolf Hitler
- Erich Thiede – Heinrich Himmler
- Ernst Heise – Fedor von Bock
- Gerd Michael Henneberg – Wilhelm Keitel
- Ronald Lacey – Winston Churchill
- Andriej Smoliakow – Leonid Chruszczow
- Fiodor Bondarczuk – snajper Iwan
- Nikołaj Kriuczkow – stary kapitan
- Siergiej Garmasz – Jakow Pawłow
- Oksana Fandera – Natasza

i inni.